# Tel Aviv Open
Tel Aviv Open este un turneu de tenis afiliat la ATP World Tour. S-a jucat din 1978 până în 1981 și 1983 până în 1996 și urma să fie reluat în 2014, marcând sfârșitul turneului de la Sankt Petersburg, cu toate acestea, ediția din 2014 a fost anulată din cauza problemelor de securitate cauzate de războiul în curs cu Fâșia Gaza vecină. La 21 iunie 2022, s-a anunțat că turneul va avea loc în 2022, deși într-in loc diferit de cel din edițiilor anterioare.
Turneul se desfășoară la Centrul de Tenis Israel din orașul Ramat HaSharon din districtul Tel Aviv, Israel și se joacă pe terenuri dure în aer liber. 

## Rezultate

### Simplu
| An                             | Campion             | Finalist             | Scor          |
| ------------------------------ | ------------------- | -------------------- | ------------- |
| ↓ Turneu ATP Tour ↓            |                     |                      |               |
| 1978                           | Tom Okker           | Peter Feigl          | 6-7, 6-4, 6-2 |
| 1979                           | Tom Okker           | Per Hjertquist       | 6–4, 6–3      |
| 1980                           | Harold Solomon      | Shlomo Glickstein    | 6–2, 6–3      |
| 1981                           | Mel Purcell         | Per Hjertquist       | 6–1, 6–1      |
| 1982                           | Nu s-a ținut        | Nu s-a ținut         | Nu s-a ținut  |
| 1983                           | Aaron Krickstein    | Christoph Zipf       | 7–6, 6–3      |
| 1984                           | Aaron Krickstein    | Shahar Perkiss       | 6–4, 6–1      |
| 1985                           | Brad Gilbert        | Amos Mansdorf        | 6–3, 6–2      |
| 1986                           | Brad Gilbert        | Aaron Krickstein     | 7–5, 6–2      |
| 1987                           | Amos Mansdorf       | Brad Gilbert         | 3–6, 6–3, 6–4 |
| 1988                           | Brad Gilbert        | Aaron Krickstein     | 4–6, 7–6, 6–2 |
| 1989                           | Jimmy Connors       | Gilad Bloom          | 2–6, 6–2, 6–1 |
| 1990                           | Andrei Chesnokov    | Amos Mansdorf        | 6–4, 6–3      |
| 1991                           | Leonardo Lavalle    | Christo van Rensburg | 6–2, 3–6, 6–3 |
| 1992                           | Jeff Tarango        | Stephane Simian      | 4–6, 6–3, 6–4 |
| 1993                           | Stefano Pescosolido | Amos Mansdorf        | 7–6, 7–5      |
| 1994                           | Wayne Ferreira      | Amos Mansdorf        | 7–6, 6–3      |
| 1995                           | Ján Krošlák         | Javier Sánchez       | 6–3, 6–4      |
| 1996                           | Javier Sánchez      | Marcos Ondruska      | 6–4, 7–5      |
| 1997                           | Nu s-a ținut        | Nu s-a ținut         | Nu s-a ținut  |
| ↓ Turneu ATP Challenger Tour ↓ |                     |                      |               |
| 1998                           | Gianluca Pozzi      | Lior Mor             | 6–1, 6–7, 6–3 |
| 1999                           | Ctislav Doseděl     | Noam Okun            | 7–6, 6–3      |
| 2000                           | Nu s-a ținut        | Nu s-a ținut         | Nu s-a ținut  |
| 2021                           | Nu s-a ținut        | Nu s-a ținut         | Nu s-a ținut  |
| ↓ Turneu de nivel ATP 250 ↓    |                     |                      |               |
| 2022                           | Novak Djokovic      | Marin Cilic          | 6–3, 6–4      |

### Dublu
| An                             | Campioni                          | Finaliști                           | Scor          |
| ------------------------------ | --------------------------------- | ----------------------------------- | ------------- |
| ↓ Turneu ATP Tour ↓            |                                   |                                     |               |
| 1979                           | Ilie Năstase Tom Okker            | Mike Cahill Colin Dibley            | 7–5, 6–4      |
| 1980                           | Per Hjertquist Steve Krulevitz    | Eric Fromm Cary Leeds               | 7–6, 6–3      |
| 1981                           | Steve Meister Van Winitsky        | John Feaver Steve Krulevitz         | 3–6, 6–3, 6–3 |
| 1982                           | Nu s-a ținut                      | Nu s-a ținut                        | Nu s-a ținut  |
| 1983                           | Colin Dowdeswell Zoltán Kuhárszky | Peter Elter Peter Feigl             | 6–3, 7–5      |
| 1984                           | Peter Doohan Brian Levine         | Colin Dowdeswell Jakob Hlasek       | 6–3, 6–4      |
| 1985                           | Brad Gilbert Ilie Năstase         | Michael Robertson Florin Segărceanu | 6–3, 6–2      |
| 1986                           | John Letts Peter Lundgren         | Christo Steyn Danie Visser          | 6–3, 3–6, 6–3 |
| 1987                           | Gilad Bloom Shahar Perkiss        | Wolfgang Popp Huub van Boeckel      | 6–2, 6–4      |
| 1988                           | Roger Smith Paul Wekesa           | Patrick Baur Alexander Mronz        | 6–3, 6–3      |
| 1989                           | Jeremy Bates Patrick Baur         | Rikard Bergh Per Henricsson         | 6–1, 4–6, 6–1 |
| 1990                           | Nduka Odizor Christo van Rensburg | Ronnie Båthman Rikard Bergh         | 6–3, 6–4      |
| 1991                           | David Rikl Michiel Schapers       | Javier Frana Leonardo Lavalle       | 6–2, 6–7, 6–3 |
| 1992                           | Mike Bauer João Cunha Silva       | Mark Koevermans Tobias Svantesson   | 6–3, 6–4      |
| 1993                           | Sergio Casal Emilio Sánchez       | Mike Bauer David Rikl               | 6–4, 6–4      |
| 1994                           | Lan Bale John-Laffnie de Jager    | Jan Apell Jonas Björkman            | 6–7, 6–2, 7–6 |
| 1995                           | Jim Grabb Jared Palmer            | Kent Kinnear David Wheaton          | 6–4, 7–5      |
| 1996                           | Marcos Ondruska Grant Stafford    | Noam Behr Eyal Erlich               | 6–3, 6–2      |
| 1997                           | Nu s-a ținut                      | Nu s-a ținut                        | Nu s-a ținut  |
| ↓ Turneu ATP Challenger Tour ↓ |                                   |                                     |               |
| 1998                           | Radek Štěpánek Michal Tabara      | Noam Okun Nir Welgreen              | 7–6, 6–3      |
| 1999                           | Noam Behr Eyal Ran                | Amir Hadad Andrew Ilie              | 6–3, 6–2      |
| 2000                           | Nu s-a ținut                      | Nu s-a ținut                        | Nu s-a ținut  |
| 2021                           | Nu s-a ținut                      | Nu s-a ținut                        | Nu s-a ținut  |
| ↓ Turneu de nivel ATP 250 ↓    |                                   |                                     |               |
| 2022                           | Rohan Bopanna Matwé Middelkoop    | Santiago González Andrés Molteni    | 6–2, 6–4      |